# Якубовани (округ Ліптовський Мікулаш)
Якубовани (словац. Jakubovany) — село, громада округу Ліптовський Мікулаш, Жилінський край, регіон Ліптов. Кадастрова площа громади — 9,11 км².
Населення 363 особи (станом на 31 грудня 2018 року).

## Історія
Якубовани згадуються 1352 року.

## Географія
Протікає річка Клиновка.

## Населення
| Рік:            | 1994. | 2004.    | 2014.   | 2024.   |
| --------------- | ----- | -------- | ------- | ------- |
| Кількість осіб: | 534   | 425      | 402     | 366     |
| Різниця:        |       | -20,41 % | -5,41 % | -8,95 % |

| Рік:            | 2023. | 2024. |
| --------------- | ----- | ----- |
| Кількість осіб: | 366   | 366   |
| Різниця:        |       | +0 %  |